# Sargus atrobasis
Sargus atrobasis är en tvåvingeart som först beskrevs av James 1941.  Sargus atrobasis ingår i släktet Sargus och familjen vapenflugor. Inga underarter finns listade i Catalogue of Life.